# Природно-заповідний фонд Тернопільської міської ради
Станом на 1 січня 2017 року у віданні Тернопільської міської ради є 12 територій та об'єктів природно-заповідного фонду загальною площею 725,35 га, що становить 12,39 % території міської ради.
- 1 регіональний ландшафтний парк площею 630,0 га,
- 1 ботанічний заказник місцевого значення площею 87,0 га,
- 2 гідрологічні пам'ятки природи місцевого значення загальною площею 0,11 га,
- 4 ботанічні пам'ятки природи місцевого значення загальною площею 0,07 га,
- 4 парки-пам'ятки садово-паркового мистецтва місцевого значення загальною площею 8,17 га.

## Регіональний ландшафтний парк
| №  | Назва території або об'єкта                | Площа, га | Рішення про створення (зміну)                                                              | Розташування | Керуюча організація | Світлина, альбом |
| -- | ------------------------------------------ | --------- | ------------------------------------------------------------------------------------------ | --- | --- | ---------------- |
| 1. | Регіональний ландшафтний парк «Загребелля» | 630,0     | Рішення ТОР від 18.03.1994 р., зі змінами, затвердженими рішенням ТОР від 23.12.2005 № 517 | дендропарк по вул. Львівській — Сергія Короля, лісопарк «Кутківці», лісове урочище «Пронятин», став з намитою частиною і веслувальним каналом | Тернопільська міська рада Раніше: ДП «Тернопільське лісове господарство» — 116,0 га, кв. 15-21, лісове урочище «Пронятин»; Науково-дослідне виробниче господарство «Наука» — 29,2 га, кв. 5, 6, 9, 10, 11, лісонасадження по вул. Львівській та Петра Батьківського; ВАТ «Зелене господарство» — 18,9 га, розсадник по вул. Об'їзній; Державне комунальне підприємство «Об'єднання парків культури і відпочинку м. Тернополя» — 310,0 га, став пл. 300,0 га, веслувальний канал пл. 6,0 га та намита частина (болото) пл. 4,0 га; Відділ технічного нагляду міської ради — 115,984 га, дендропарк по вул. Львівській — Бережанській пл. 65,0 га, КП «Тернопільелктротранс» — 0,1389 га, ТОВ «ІНЕКСКОМ» — 0,87260 га (колишня насосна станція); ПМП «Люкс» — 0,35 га (заклад громадського харчування з готелем); Тернопільська міська рада — 26,57 га (озерце поблизу готелю «Галичина» — 0,6 га, стадіон — 1,8 га, кафе на березі ставу по вул. Чумацькій, пляж між КП «Карнавальним» і дальнім пляжем та інші землі пл. 24,17 га) | альбом           |

У склад «Загребелля» входять:
- - Тернопільський дендропарк
  - Парк Здоров'я
  - Лісопарк «Кутківці»
  - Лісове урочище «Пронятин»
  - Тернопільський став

## Заказник місцевого значення
| №  | Назва території або об'єкта  | Площа, га | Рішення про створення (зміну)       | Розташування                                                                                            | Керуюча організація                                                                                            | Світлина, альбом |
| -- | ---------------------------- | --------- | ----------------------------------- | --- | --- | ---------------- |
| 1. | Урочище «Чагарі Кутківецькі» | 87.0      | Рішення ВК ТОР від 22.07.1977 № 360 | м. Тернопіль, західна околиця, Тернопільське лісництво, кв. 20, 21, лісове урочище «Чагарі Кутківецькі» | ДП «Тернопільське лісове господарство» — 84,0 га, Служба автомобільних доріг у Тернопільській області — 3,0 га | альбом           |

## Пам'ятки природи місцевого значення
| №                             | Назва території або об'єкта                  | Площа, га | Рішення про створення (зміну)                                                                    | Розташування | Керуюча організація                                                  | Світлина, альбом |
| ----------------------------- | -------------------------------------------- | --------- | ------------------------------------------------------------------------------------------------ | --- | -------------------------------------------------------------------- | ---------------- |
| Гідрологічні пам'ятки природи |                                              |           |                                                                                                  | |                                                                      |                  |
| 1.                            | Тернопільське джерело                        | 0,01      | Рішення ТОР від 26.12.1983 № 496                                                                 | парк Національного відродження, біля Співочого поля                                                                            | ДКП «Об'єднання парків культури і відпочинку м. Тернополя»           | альбом           |
| 2.                            | Тернопільські джерела                        | 0,1       | Рішення ВК ТОР від 18.03.1994                                                                    | гідропарк «Сопільче», ряд джерел у межах правосторонньої заплави р. Серету                                                     | ДКП «Об'єднання парків культури і відпочинку м. Тернополя»           | альбом           |
| Ботанічні пам'ятки природи    |                                              |           |                                                                                                  | |                                                                      |                  |
| 3.                            | Дуб «Тернопільський»                         | 0,01      | Рішення ВК ТОР від 22.12.1987 № 310, зі змінами затвердженими рішенням ТОР від 15.10.2015 № 2009 | вул. Торговиця, 1, біля гуртожитків Тернопільського кооперативного торговельно-економічного коледжу та медуніверситету         | Тернопільський кооперативний торговельно-економічний коледж          | альбом           |
| 4.                            | Заповідний куточок імені Миколи Чайковського | 0,029     | Рішення ТОР від 18.03.1994, зі змінами від 12.11.2013 № 1522, від 30.11.2016 № 427               | вул. Винниченка, 13, на подвір'ї будинку                                                                                       | ПП «Дружба-сервіс-житло-1»                                           | альбом           |
| 5.                            | Тернопільська липа                           | 0,01      | Рішення ВК ТОР від 21.12.1974 р. № 554                                                           | вул. Листопадова, між будинками № 1 і 3                                                                                        | ТзОВ «Керуюча компанія Коменерго-Тернопіль»                          | альбом           |
| 6.                            | Тернопільські магнолії                       | 0,02      | Рішення ТОР від 10.02.2016 № 74                                                                  | на території Тернопільського обласного комунального дитячого будинку для дітей шкільного віку на проспекті Степана Бандери, 81 | Тернопільський обласний комунальний будинок для дітей шкільного віку | альбом           |

## Парки-пам'ятки садово-паркового мистецтва місцевого значення
| №  | Назва території або об'єкта  | Площа, га | Рішення про створення (зміну) | Розташування                                                                             | Керуюча організація                                        | Світлина, альбом |
| -- | ---------------------------- | --------- | --- | ---------------------------------------------------------------------------------------- | ---------------------------------------------------------- | ---------------- |
| 1. | Старий парк                  | 6,35      | Рішення ВК ТОР від 14.03.1977 № 131, зі змінами, затвердженими рішенням ТОР від 27.04.2001 № 238 та рішенням ТОР від 23.12.2005 № 518 | вулиці: Генерала Шухевича, Є. Петрушевича, Клінічна, біля центрального міського стадіону | ДКП «Об'єднання парків культури і відпочинку м. Тернополя» | альбом           |
| 2. | Сквер імені Шевченка         | 1,0       | Рішення ВК ТОР від 14.03.77 № 131, зі змінами затвердженими рішенням ТОР 15.10.2015 № 2009                                            | бульвар Тараса Шевченка, між музично-драматичним театром та центральним універмагом      | Відділ технічного нагляду ТМР                              | альбом           |
| 3. | Сквер по вулиці В. Чорновола | 0,5       | Рішення ВК ТОР від 14.03.77 № 131, зі змінами затвердженими рішенням ТОР від 15.10.2015 № 2009                                        | вул. В'ячеслава Чорновола, між Театральним майданом та вул. Миколи Коперника             | Відділ технічного нагляду ТМР                              | альбом           |
| 4. | Сквер Кобзаря                | 0,32      | Рішення ТОР від 9.04.2015 № 1942 | вул. Михайла Грушевського, на захід від театру                                           | Відділ технічного нагляду ТМР                              | альбом           |